# Jane Pierce

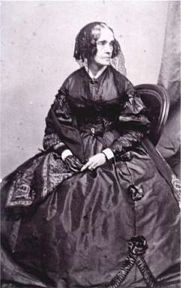
Jane Pierce

Jane Means Appleton Pierce (* 12. März 1806 in Hampton, New Hampshire; † 2. Dezember 1863 in Andover, Massachusetts) war die Ehefrau des 14. US-Präsidenten Franklin Pierce und First Lady der Vereinigten Staaten von 1853 bis 1857.

## Leben
Jane Pierces Vater war Jesse Appleton. Als dieser starb, zog sie mit ihrer Mutter nach Amherst, New Hampshire. Dort traf Jane Appleton auf den jungen Anwalt Franklin Pierce. Erst viele Jahre später heirateten die beiden. Zum Zeitpunkt der Hochzeit war die Braut 28 Jahre alt.
Am 2. Dezember 1863 starb sie in Andover an Tuberkulose. Sie liegt, an der Seite ihres Gatten, auf dem Old North Cemetery in Concord begraben.